# Ford Taurus IV
Pour les articles homonymes, voir Ford Taurus.
 (mars 2021).
La mise en forme du texte ne suit pas les recommandations de Wikipédia : il faut le « wikifier ».
Les points d'amélioration suivants sont les cas les plus fréquents. Le détail des points à revoir est peut-être précisé sur la page de discussion.
- Les titres sont pré-formatés par le logiciel. Ils ne sont ni en capitales, ni en gras.
- Le texte ne doit pas être écrit en capitales (les noms de famille non plus), ni en gras, ni en italique, ni en « petit »…
- Le gras n'est utilisé que pour surligner le titre de l'article dans l'introduction, une seule fois.
- L'italique est rarement utilisé : mots en langue étrangère, titres d'œuvres, noms de bateaux, etc.
- Les citations ne sont pas en italique mais en corps de texte normal. Elles sont entourées par des guillemets français : « et ».
- Les listes à puces sont à éviter, des paragraphes rédigés étant largement préférés. Les tableaux sont à réserver à la présentation de données structurées (résultats, etc.).
- Les appels de note de bas de page (petits chiffres en exposant, introduits par l'outil «  Source ») sont à placer entre la fin de phrase et le point final[comme ça].
- Les liens internes (vers d'autres articles de Wikipédia) sont à choisir avec parcimonie. Créez des liens vers des articles approfondissant le sujet. Les termes génériques sans rapport avec le sujet sont à éviter, ainsi que les répétitions de liens vers un même terme.
- Les liens externes sont à placer uniquement dans une section « Liens externes », à la fin de l'article. Ces liens sont à choisir avec parcimonie suivant les règles définies. Si un lien sert de source à l'article, son insertion dans le texte est à faire par les notes de bas de page.
- La présentation des références doit suivre les conventions bibliographiques. Il est recommandé d'utiliser les modèles {{Ouvrage}}, {{Chapitre}}, {{Article}}, {{Lien web}} et/ou {{Bibliographie}}. Le mode d'édition visuel peut mettre en forme automatiquement les références.
- Insérer une infobox (cadre d'informations à droite) n'est pas obligatoire pour parachever la mise en page.

Pour une aide détaillée, merci de consulter Aide:Wikification.
Si vous pensez que ces points ont été résolus, vous pouvez retirer ce bandeau et améliorer la mise en forme d'un autre article.
La Ford Taurus IV de quatrième génération est une automobile produite par le constructeur automobile américain Ford de 2000 à 2007. Bien que mécaniquement similaire à sa prédécesseur de 1996-1999, des révisions majeures ont été effectuées à la carrosserie de la berline pour modifier son style controversé ainsi que pour ajouter de l'espace intérieur; elle était disponible en modèles berline quatre portes et break cinq portes.
La Taurus de quatrième génération serait la dernière dérivée de la gamme de modèle originale de 1986. En 2004 et 2005, dans le cadre de ses efforts visant à accroître l'utilisation de plates-formes de source mondiale, Ford a présenté la Ford Five Hundred développée par Volvo et la Ford Fusion développée par Mazda pour combler le vide de la Taurus dans la gamme Ford (pour les acheteurs hors des flottes, les Five Hundred ont également remplacée la Crown Victoria).
La plaque signalétique Taurus est revenue en 2008, lorsque Ford a renommé la Five Hundred pour augmenter ses ventes.

## Extérieur
Lorsque la Taurus de troisième génération a fait ses débuts, elle a été blessée par les critiques de sa conception, qui était formée à partir d'éléments de conception dérivés de l'ovale. Le design était très controversé et limitait fortement l'attrait de la voiture. En conséquence, pour la quatrième génération de Taurus, Ford l'a conçue avec un design angulaire plus discret, dans le cadre du style New Edge de Ford, dans l'espoir d'accroître l'attrait de la voiture. Au lieu de s'incliner vers l'arrière, le coffre de cette voiture se tenait droit dans une forme plus traditionnelle, ce qui augmentait considérablement l'espace du coffre,. Le toit a également été surélevé dans une position plus verticale pour augmenter la hauteur sous plafond, ce qui peut être vu par le pilier C plus épais et une plus grande surface entre le dessus des portes et le dessus du toit.
Les carénages avant et arrière ont également été redessinés sur les berlines Taurus et Sable; tous les panneaux de carrosserie étaient neufs à l'exception des portes. Les breaks ont reçu les nouveaux carénages avant, mais depuis le pare-feu arrière, ils étaient essentiellement les mêmes que les breaks de 1996-1999. La Taurus avait maintenant les clignotants intégrés dans les phares, similaires à ceux de la génération précédente de Sable. Le pare-chocs avant a également été redessiné pour inclure une calandre plus grande qui, comme sur la génération précédente, contenait une barre chromée traversant le milieu et contenant le logo Ford. Le carénage arrière a été redessiné avec un coffre et un couvercle de coffre plus grands, comme mentionné ci-dessus, tout en donnant à la Taurus deux grands feux arrière par opposition à la barre lumineuse arrière utilisée dans les voitures de la génération précédente. Une grande barre chromée contenant le logo Ford était montée sur le couvercle du coffre, comme à l'avant. En 2003, pour l'année modèle 2004, le carénage avant a été légèrement redessiné et la Taurus a reçue un nouveau pare-chocs avant et une nouvelle calandre. La calandre a été rendue plus petite, avec la barre chromée retirée, juste remplacée par un grand logo Ford au centre. Les feux arrière ont été légèrement redessinés, à l'origine pour inclure des clignotants orange, mais cela a été annulé à la onzième heure. Au lieu de cela, l'arrière a reçu des feux de marche arrière plus grands et la barre chromée au-dessus du support de plaque d'immatriculation a été supprimée.

## Intérieur
Comme pour l'extérieur, l'intérieur a été complètement repensé avec un style plus conservateur, bien que certaines caractéristiques des voitures précédentes aient été conservées. Le tableau de bord avait une apparence plus linéaire, au lieu de se courber autour du conducteur. Le «panneau de commande intégré» a été reporté mais agrandi, remodelé et placé au centre du tableau de bord au lieu d'être incliné vers le conducteur. La console centrale Flip-Fold a également été reportée, mais elle a également été remaniée. Une fois déplié, il reposait maintenant contre le sol au lieu du tableau de bord, et avait des porte-gobelets et des zones de stockage différents. Contrairement aux Taurus précédentes, celle-ci offrait des porte-gobelets arrière qui glissaient ou se repliaient dans la console avant, en fonction de la console dont la voiture était équipée.
L'intérieur de cette Taurus était disponible en deux configurations; une banquette avant avec un levier de vitesses monté sur colonne et la console centrale Flip-Fold, ou des sièges baquets avec une console traditionnelle et un levier de vitesses au plancher. La configuration d'un levier de vitesses monté sur la colonne de direction et d'une console centrale traditionnelle, qui a fait un bref retour pour 1999, avait été abandonnée. L'intérieur contenait également de nombreuses nouvelles caractéristiques de sécurité; airbags latéraux, sangles d'attache, et une lueur monté à l'intérieur du coffre dans le déverrouillage sombre du coffre. Cet intérieur contenait également un nouveau système que Ford appelait le «système avancé de sécurité personnelle». Ce système, au moment d'une collision, détecterait les positions du conducteur et du passager ainsi que l'utilisation de la ceinture de sécurité et gonflerait les airbags pour correspondre, évitant éventuellement les blessures liées aux airbags. Pour 2004, l'intérieur a fait l'objet d'une révision mineure. Cela comprenait un nouveau volant avec un coussin gonflable central qui avait la forme d'un taco à l'envers et de nouvelles jauges avec un centre de diagnostic qui indiquerait s'il y avait des problèmes avec la voiture, ainsi que la moyenne de l'économie de carburant. Il pouvait également effectuer une «vérification du système» à la demande du conducteur pour s'assurer que le moteur fonctionnait correctement.

## Modèles et moteurs
Les deux modèles de 1999 ont été reportés et deux autres ont été ajoutés. Le modèle le plus basique était la LX, avec la SE comme modèle à prix moyen. Deux nouveaux niveaux de finition ont été proposés pour 2000: la finition SE Special Value et le modèle haut de gamme, la SE Comfort. Ces nouveaux niveaux de finition ont été renommés l'année suivante en SES et SEL respectivement. Les modèles SES et LX ont été abandonnés en 2005, laissant les SE et SEL.
La finition SEL a reçu quelques améliorations pour 2003, pour lui donner une image plus haut de gamme. Parmi les changements figuraient un nouveau tableau de bord, de nouvelles roues, ainsi qu'une légère refonte du tableau de bord, du grain de bois remplaçant la garniture noire. Elle a également eu du grain de bois sur le rebord du volant et autour des commutateurs de lève-vitre électrique sur les portes avant. Toujours en 2003, Ford a créé une Taurus Centennial Edition pour célébrer le 100e anniversaire de Ford. Cette Taurus spéciale comprenait de nombreux extras, tels que des garnitures en bois plus légères, des sièges en cuir spéciaux, des phares avec des accents noirs, des roues spéciales, un étui en cuir spécial pour le manuel du propriétaire, une veste en cuir avec écrit "Ford: 100 Years", une montre similaire, et une lettre de William Clay Ford, Jr. La production était limitée à 4 000 unités.
Pour 2002, 2003 et 2004, le modèle SES a reçu une finition «Sport», qui se composait de jantes à cinq rayons appelées «Slicers» et du moteur Duratec en standard. De plus, l'extérieur du véhicule a reçu un écusson Sport sur les panneaux latéraux avant, la barre chromée sur la calandre a été changée en couleur carrosserie, l'intérieur a reçu des sièges en tissu bicolore, une applique de tableau de bord bicolore, tapis de sol "Sport" spéciaux et un volant gainé de cuir. Ce modèle n'était proposé qu'en quatre couleurs.
Les moteurs ont été repris de la génération précédente, le Vulcan étant le seul moteur disponible sur les LX et SE, produisant 155 chevaux (116 kW) et 251 N⋅m de couple, et comme moteur de base dans la SES. Le moteur Duratec était en option dans la SES et de série dans la SEL, produisant 200 chevaux (150 kW). Pour 2005, avec l'abandon des modèles LX et SES, le Duratec n'était disponible que dans la SEL, et en 2006, le Duratec a été complètement abandonné, le Vulcan devenant le moteur standard et le seul disponible dans la SEL. Certains moteurs Vulcan d'avant 2004 ont été accouplés à la transmission automatique AX4S à quatre vitesses; toutes les autres Taurus de cette génération ont reçue la transmission AX4N.

## Variantes

### Mercury Sable
La Mercury Sable, le modèle sœur de la Taurus destinée à un public plus haut de gamme, a également été repensée pour 2000. Comme avec les générations précédentes, la Sable partageait tous les composants mécaniques avec la Taurus mais avec une carrosserie unique. La nouvelle Sable a également largement repris du modèle précédent, avec des changements limités: un nouveau carénage avant, un nouveau bouclier arrière, de nouvelles roues, un nouveau toit, un nouveau coffre plus hauts et un nouvel intérieur, même si l'intérieur avait le même design que celui de la Taurus avec des garnitures en similibois supplémentaires. Comme avec les générations précédentes, la Sable offrait les mêmes groupes motopropulseurs et équipements que la Taurus. La Sable a de nouveau été proposée dans les modèles GS et LS dans les styles de carrosserie familiale et berline, avec une nouvelle finition haut de gamme LS Premium. Une édition LS Platinum a également été brièvement proposée. La Sable a été mis à jour en 2004 avec une nouvelle calandre, un nouveau pare-chocs avant, un nouveau volant, un nouveau tableau de bord, de nouvelles roues et de nouveaux feux arrière. La Sable a été abandonnée en 2005 et remplacée par la Mercury Montego (qui sera rebaptisée Sable en 2008) et la Mercury Milan. Cette génération de Sable n'a pas été vendue au Canada, car la plaque signalétique Mercury y avait été abandonnée à partir de l'année modèle 2000.

## Arrêt initial et renouvellement de la plaque signalétique
Cette génération de Taurus a connu une baisse significative des ventes par rapport à ses prédécesseurs. Ayant déjà perdu son statut de voiture la plus vendue en Amérique quand elle a été dépassée par l'Honda Accord et la Toyota Camry en 1997, elle est tombée en 2005 à la quatrième place derrière la Nissan Altima, ce qui a poussé Ford à abandonner toute la gamme Taurus. La production du break Taurus a été interrompue le 8 décembre 2004; les ventes au détail de berlines ont cessé après une courte année modèle 2006, et la Taurus était exclusivement vendue à des flottes aux États-Unis, tout en étant toujours vendue à des clients de détail au Canada. La production a pris fin le 27 octobre 2006, lorsque Ford a mis au ralenti l'usine d'Atlanta, dans le cadre de son plan de restructuration «The Way Forward». La dernière Ford Taurus est sortie de la chaîne de montage vers 7 heures du matin, destinée à être livrée à S. Truett Cathy, propriétaire de Chick-fil-A. Le restaurant d'origine de M. Cathy était situé en face de l'usine Ford d'Atlanta. Il n'y a pas eu d'événement officiel ni de fonction d'aucune sorte pour marquer la fin de la production. La Taurus a été remplacée dans la gamme Ford par les berlines Five Hundred et Fusion, tandis que le break Taurus a été remplacé par le SUV multisegment Freestyle.
L'arrêt de la Taurus a déclenché un débat compte tenu de sa position autrefois forte sur le marché et des problèmes financiers bien médiatisés de Ford à l'époque. Les analystes, les clients et certains employés de Ford interrogés ont critiqué l'entreprise pour ne pas avoir investi dans la voiture et la maintenir compétitive, concentrant plutôt toutes ses ressources sur le développement et la commercialisation de pick-ups et de SUV,. Un éditorial de USA Today intitulé "Comment Ford a affamé sa Taurus" a noté que la mort de la Taurus faisait partie d'une tendance plus large des Big Three de Detroit, abandonnant volontairement les plaques signalétiques et les divisions autrefois réussies à la recherche de "la prochaine grande chose", tandis que leurs concurrents étrangers gagnent des parts de marché en améliorant continuellement leurs plaques signalétiques historique. Cette critique a été reprise par Autoblog, qui a présenté la Taurus comme un exemple de la façon dont Ford a abandonné ses produits à succès pour chasser les tendances émergentes à des degrés divers de succès, une pratique qu'ils ont imputée aux difficultés de Ford à l'époque. The Truth About Cars a également déploré la façon dont Ford a négligé la Taurus au point qu'elle est devenue une «voiture de location».
Le PDG de Ford nouvellement embauché, Alan Mulally, a exprimé des opinions similaires, déclarant à l'Associated Press que la décision l'avait laissé «perplexe» quand il en avait entendu parler; il se souvient avoir demandé à ses subordonnés: "Comment peut-elle disparaître? C'est la voiture la plus vendue en Amérique!". Alors que la successeur, la Five Hundred, se débattait sur le marché, Mulally considérait la décision d'arrêter la Taurus comme une "erreur qui devait être corrigée", notant: "Les clients veulent la récupérer. Ils ne voulaient pas que cela disparaisse. Ils voulaient que nous continuions à l'améliorer". À l'époque, Ford avait déjà dévoilé une Five Hundred refaite à neuf au Salon international de l'auto de l'Amérique du Nord 2007, qui avait un style révisé et un moteur plus puissant. Blâmant partiellement les difficultés de la Five Hundred sur son nom, Mulally décida que le véhicule révisé devait être commercialisé sous le nom de Taurus, un nom dont il pensait que la berline Five Hundred aurait dû utiliser depuis le début car il pensait que Ford ferait mieux de continuer à utiliser ses anciennes plaques signalétiques qui maintenaient un capital de marque décent plutôt que d'essayer d'en créer de nouvelles. La Five Hundred et le Freestyle révisés ont été présentés en tant que Taurus et Taurus X, respectivement, au Salon de l'auto de Chicago 2007 et ont été mis en vente cet été.